# 1283
| 1283               |
| ------------------ |
| Dødsfald - Fødsler |
| • Begivenheder     |

| Gregoriansk kalender | 1283 MCCLXXXIII         |
| Ab urbe condita      | 2036                    |
| Armensk kalender     | 732 ԹՎ ՉԼԲ              |
| Kinesiske kalender   | 3979 – 3980 壬午 – 癸未 |
| Etiopisk kalender    | 1275 – 1276             |
| Jødisk kalender      | 5043 – 5044             |
| Hindukalendere       |                         |
| - Vikram Samvat      | 1338 – 1339             |
| - Shaka Samvat       | 1205 – 1206             |
| - Kali Yuga          | 4384 – 4385             |
| Iransk kalender      | 661 – 662               |
| Islamisk kalender    | 682 – 683               |

Konge i Danmark: Erik Klipping 1259-1286
Se også 1283 (tal)

## Begivenheder
- Som følge af øget samfærdsel op gennem 1200-tallet var klostre og private hjem generet af voldgæsteri, hvilket førte til en lov om oprettelse af offentlige gæstgiverier i marts.[1]
- Den oprindelige St Paul's Cathedral i London er færdigbygget.